# فنجان چای

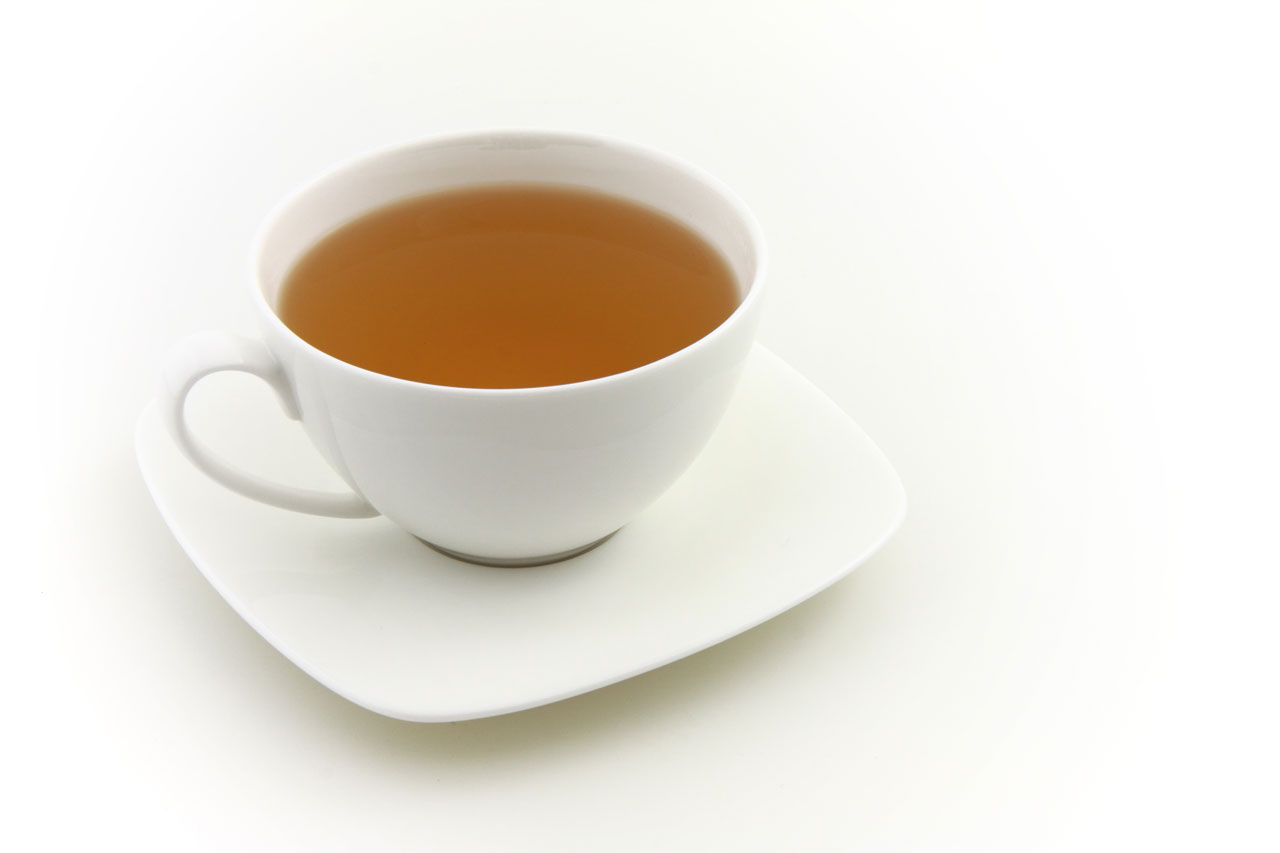
فنجان چای‌خوری روی نعلبکی

فنجان چای‌خوری فنجانی‌ست برای نوشیدن چای. ممکن است دسته داشته باشد یا نداشته باشد، اما معمولاً دسته کوچکی دارد که می‌توان با انگشت شست و یک یا دو انگشت دیگر به دست گرفت. معمولاً از مواد سرامیکی ساخته می‌شود و با یک نعلبکی از همان طرح سِت می‌شود. گاهی یک بشقاب کوچک کیک‌خوری هم در کنار آن قرار می‌گیرد. این مجموعه، به نوبه خود، ممکن است بخشی از یک سرویس چای‌خوری باشد و شامل قوری، تنگ شیر یا خامه، ظرف شکر و تفاله‌دان چای هم بشود. فنجان چای‌خوری معمولاً دهن‌گشادتر از فنجان قهوه است و ارتفاع کمتری دارد. مرسوم است فنجان چای صبحانه از فنجان مخصوص عصرانه بزرگ‌تر باشد.
فنجان‌های مرغوب معمولاً از پرسلان سفید ساخته می‌شوند و با طرح‌هایی تزئین می‌شوند که ممکن است با سرویس غذاخوری هماهنگی داشته باشد.
بعضی مجموعه‌داران، به جمع‌آوری فنجان و نعلبکی‌های اعلا با طرح‌های منحصر به فرد علاقه‌مندند. رسم جمع کردن فنجان، بعد از جنگ جهانی اول باب شد. تولیدکنندگان فنجان، شروع به طراحی و تولید فنجان و نعلبکی‌هایی کردند که به کار سوغاتی و هدیه دادن می‌آمدند یا یادآور مناسبتی خاص بودند. این مجموعه‌داران ممکن است قاشق چای‌خوری نقره با دسته میناکاری شده را نیز با تمی مشابه به مجموعه خود اضافه کنند.

## شکل فنجان
فنجان از بخش کاسه‌ای و دسته تشکیل شده است. بخش کاسه‌ای آن، ممکن است ۱۵ شکل مختلف داشته باشد: لبه بعضی فنجان‌ها کنگره‌دار است، بعضی صاف. بدنه فنجان ممکن است چین‌خوردگی‌هایی به شکل پلیسه داشته باشد، یا چند تَرًک باشد، یا کاملاً گرد و صاف باشد. دسته فنجان هم در اشکال مختلفی به هم می‌رسد: زاویه‌دار، به شکل حرف D، به شکل علامت سؤال، حلقه‌ای و تاب‌دار. طرح و نقش روی فنجان بسیار متنوع است، از گل و میوه گرفته تا نقاشی حیوانات، طرح‌های سیلوئت، زوج‌های ویکتوریایی و … گاهی داخل فنجان هم با طرح و نقش‌هایی تزیین می‌شود.

## تاریخچه

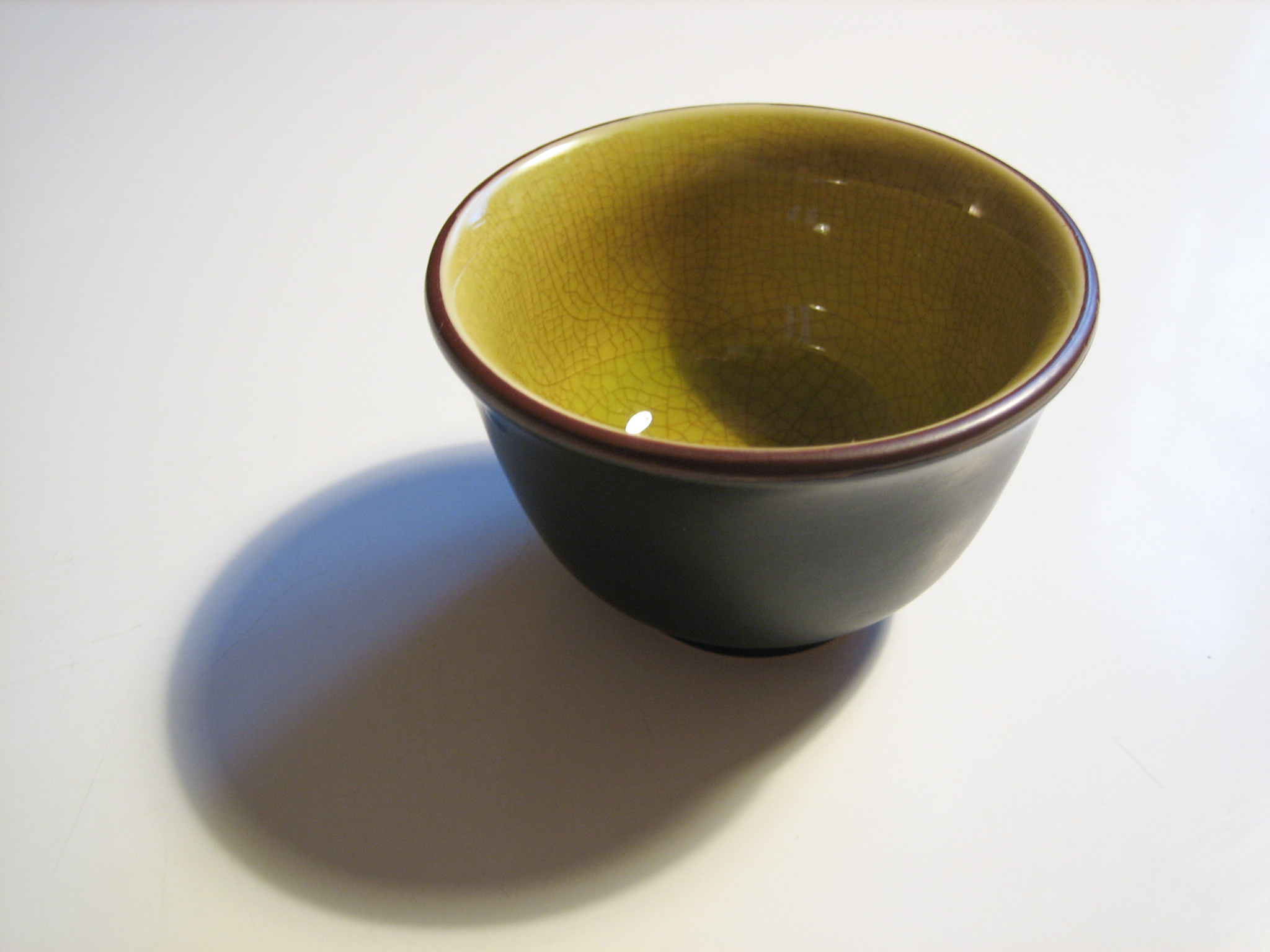
کاسهٔ چای‌خوری

اولین فنجان‌های کوچکی که مخصوص نوشیدن چای بودند، اولین بار در قرن هفدهم از بندر ایماری در ژاپن یا از بندر کانتون در چینبه اروپا وارد شد. فنجان‌های چای‌خوری در خاور دور دسته نداشتند و به آنها کاسه چای‌خوری می‌گفتند، اولین نمونه‌های اروپایی، که به تقلید از آنها در میسن ساخته شد هم بدون دسته بود. در آغاز قرن نوزدهم فنجان‌های استوانه‌ای دسته‌دار رواج یافت و جایگزین فنجان‌های کاسه‌ای شکل شد.
آن طور که در کتاب Steeped in History به تصحیح بئاتریس هوهنگر آمده: «[دسته] به این دلیل ضرورت یافت که انگلیسی‌ها عادت داشتند چای سیاه بنوشند و چای سیاه از چای سبز چینی داغ‌تر صرف می‌شود.» اندازهٔ فنجان نیز متناسب با فرهنگ چای انگلیسی بزرگ‌تر شد تا بتوان به آن شیر و شکر افزود. اما کریستینا پرسکات واکر، متخصص اروپایی سرامیک، معتقد است از آنجایی که تا قرن نوزدهم همچنان کاسه‌های چای‌خوری در انگلستان تولید می‌شد، افزودن دسته را نمی‌توان «کاربردی» تلقی کرد، بلکه احتمالاً مسئله مد و سلیقه در کار بوده است.

## فنجان چای‌خوری در فرهنگ‌های مختلف
در اروپا، استفاده از فنجان‌های ظریف بارفتن (پرسلان لیموژ که از کائولینیت ساخته می‌شود و در کوره پخته می‌شود یا چینی پرسلان) از ظرایفی به‌شمار می‌رفت که به لذت مراسم چای‌خوری می‌افزود. فنجان‌های چای‌خوری با دسته ساخته می‌شوند و روی یک نعلبکی هماهنگ با آن قرار می‌گیرند، روی فنجان و نعلبکی با دست نقاشی می‌شود و با طلا یا نقره، به خصوص در لبه فنجان و دسته، تزیین می‌شوند.
در فرهنگ چای چینی فنجان چای‌خوری بسیار کوچک است و معمولاً بیش از ۳۰ میلی لیتر مایع در آن جا نمی‌شود. این فنجان‌ها متناسب با قوری‌های ییژینگ یا گایوان طراحی شده‌اند.
در کشورهای شاخ آفریقا مانند اریتره، از فنجان‌های بدون دسته برای نوشیدن بون (قهوه سنتی‌شان) استفاده می‌کنند. در فرهنگ‌های روسی زبان و فرهنگ‌های غرب آسیا تحت تأثیر آداب چای‌خوری در امپراتوری عثمانی چای در استکان صرف می‌شود و استکان در یک جااستکانی فلزی دسته‌دار قرار می‌گیرد: یا به زبان روسی podstakannik .
در ایران نیز چای به‌طور سنتی در استکان‌های کمرباریک نوشیده می‌شود. معمولاً نعلبکی‌ای نیز زیر استکان قرار دارد و گاه چای را از استکان در نعلبکی می‌ریزند تا خنک شود و از نعلبکی می‌نوشند.